# Jiquilisco
Jiquilisco est une municipalité située dans le département d'Usulután au Salvador.

## Démographie
Sa population était de 52 700 habitants en 2020.